# Afrikaner Weerstandsbeweging
Afrikaner Weerstandsbeweging (în română Mișcare de Rezistență Afrikaner, AWB) este o organizație separatistă și neonazistă paramilitară din Africa de Sud, descrisă deseori drept un grup supremațist. Scopul acesteia a fost încă de la înființarea sa în 1973 de către Eugène Terre'Blanche și alte șase persoane crearea unei republici independente de buri și afrikaneri (Volkstaat/Boerestaat). În timpul negocierilor pentru abolirea apartheidului la începutul anilor 1990, organizația a terorizat și ucis sud-africani de culoare.
Numărul membrilor organizației era în 2016 în jur de 5.000, iar procesul de recrutare se desfășoară în mare parte în mediul online.

## Istoric
Pe 7 iulie 1973, Eugène Terre'Blanche, un fost ofițer de poliție, a organizat o întâlnire cu câteva persoane în Heidelberg, Gauteng, în fost provincia Transvaal din Africa de Sud. Acesta era îngrijorat de „pozițiile liberale” ale prim-ministrului B.J.Vorster cu privire la problemele rasiale existente într-o țară cu populație albă minoritară după ce populația de culoare din numeroase foste colonii a început să ajungă în poziții de conducere. Terre'Blanche era îngrijorat și de așa-numitele influențe comuniste din societatea sud-africană. Acesta a decis să formeze un grup alături de alte șase persoane intitulat Afrikaner Weerstandsbeweging cu scopul de a promova naționalismul afrikaner. Asociații săi l-au ales ca lider al grupului, poziție pe care a deținut-o până la când a fost ucis în aprilie 2010.  
Obiectivul grupului era stabilirea unui Boerestaat (în română Stat Bur) independent pentru buri și afrikaneri. Acesta urma să fie independent de Africa de Sud, caracterizată drept mult prea liberală. AWB avea ca scop și recâștigarea teritoriilor pierdute în timpul celui de-al Doilea Război al Burilor; aceștia încercau să reînființeze fostul stat bur: Republica Sud-Africană (Zuid-Afrikaansche Republiek) și Republica Orange (Oranje Vrystaat).

### Perioada Apartheidului
În perioada anilor 1970 și 1980, AWB a atras câteva mii de sud-africani albi. Aceștia se opuneau reformării legilor apartheid în timpul anilor '80, hărțuirea politicienilor liberali și organizarea de manifestații politice. Terre'Blanche s-a folosit de spiritul său oratoric și de personalitatea sa pentru a atrage membri. A organizat proteste împotriva eliminării unor legi precum interzicerea relațiilor sexuale interrasiale și căsătoriei dintre rase diferite, amestecul dintre rase și a susținut limitarea drepturilor politice acordate indienilor și metișilor. În perioada stării de urgență (1984-1986), au fost raportate fapte violente și crime săvârșite de membrii AWB. Organizația s-a opus Congresului Național African. Partidul Național din Africa de Sud a caracterizat Mișcarea de Rezistență Afrikaner drept un simplu grup marginal.
Grupul a activat fără probleme până în 1986, moment în care poliția sud-africană (SAP) au utilizat gaze lacrimogene împotriva AWB care încercau să perturbe o manifestație a Partidului Național. În 1988, se estima că organizația are sprijinul a 5-7% din populația albă din Africa de Sud. În documentarul lui Nick Broomfield, His Big White Self (2006), se menționa că organizația a avut la momentul său de glorie jumătate de milion de membri.